# خوان خوزه ماکویدا
خوان خوزه ماکویدا (انگلیسی: Juan José Maqueda؛ زادهٔ ۲۳ ژانویهٔ ۱۹۶۹) بازیکن فوتبال اهل اسپانیا است.
از باشگاه‌هایی که در آن بازی کرده‌است می‌توان به باشگاه فوتبال رئال مادرید، باشگاه فوتبال آلباسته بالومپیه، باشگاه فوتبال پانیونیوس، باشگاه فوتبال فوئنلابرادا، و باشگاه فوتبال والنسیا اشاره کرد.